# 47 Водолея
47 Водолея (лат. 47 Aquarii, HD 212010) — одиночная звезда в созвездии Водолея на расстоянии приблизительно 182 световых лет (около 56 парсеков) от Солнца. Видимая звёздная величина звезды — +5,124m. Возраст звезды оценивается как около 2,4 млрд лет.

## Характеристики
47 Водолея — оранжевый гигант спектрального класса K0III. Масса — около 1,35 солнечной, радиус — около 7,86 солнечных, светимость — около 30 солнечных. Эффективная температура — около 4750 К.